# Zwitsers curlingteam (gemengd)
Het Zwitserse curlingteam vertegenwoordigt Zwitserland in internationale curlingwedstrijden.

## Geschiedenis
Zwitserland nam voor het eerst deel aan een internationaal toernooi voor gemengde landenteams tijdens de openingseditie van het Europees kampioenschap in het Andorrese Canillo. Het bereikte de play-offs niet. In 
2006 lukte dat wel, maar kwam niet verder dan de kwartfinale. In 2007 werd een tie-breaker verloren van Estland. Zwitserland behaalde een zilveren plak in 2010. Het viertal onder leiding van Claudio Pätz verloor in de finale van het Schotse curlingteam met 2-6.
In 2011 werd Zwitserland Europees kampioen curling voor gemengde landenteams. Het team van Thomas Lips versloeg Duitsland met 9-3 in de finale. In 2012 en 2013 haalde Zwitserland weer de play-offs maar verloor in de kwartfinales. Brons was er in 2014 toen in de strijd om de derde plaats gewonnen werd van Schotland.
Na de tiende editie van het EK werd beslist het toernooi te laten uitdoven en te vervangen door een nieuw gecreëerd wereldkampioenschap voor gemengde landenteams. De eerste editie vond in 2015 plaats in het Zwitserse Bern. De bronzen medaille haalde Zwitserland in 2022. De strijd om de derde plaats won het team tegen Zweden met 6-4. Ook in 2024 strandde het land in de halve finale. Nu won Zwitserland het brons door Spanje met 4-2 te verslaan.

## Zwitserland op het wereldkampioenschap
| Jaar | Plaats | Skip              | WG | W  | V | PV | PT |
| ---- | ------ | ----------------- | -- | -- | - | -- | -- |
| 2015 | 5      | Yannick Schwaller | 10 | 8  | 2 | 70 | 34 |
| 2016 | 5      | Martin Rios       | 9  | 7  | 2 | 61 | 26 |
| 2017 | 17     | Yannick Schwaller | 7  | 4  | 3 | 42 | 35 |
| 2018 | 5      | Mario Freiberger  | 10 | 7  | 3 | 72 | 50 |
| 2019 | 5      | Martin Rios       | 9  | 7  | 2 | 53 | 30 |
| 2022 | 3      | Ursi Hegner       | 11 | 10 | 1 | 86 | 45 |
| 2023 | 9      | Ursi Hegner       | 8  | 5  | 3 | 51 | 31 |
| 2024 | 3      | Nora Wüest        | 11 | 9  | 2 | 82 | 49 |

## Zwitserland op het Europees kampioenschap
| Jaar | Plaats | Skip              | WG | W  | V | PV | PT |
| ---- | ------ | ----------------- | -- | -- | - | -- | -- |
| 2005 | 9      | Roman Ruch        | 5  | 3  | 2 | 35 | 21 |
| 2006 | 5      | Jan Hauser        | 6  | 5  | 1 | 52 | 24 |
| 2007 | 13     | Jacques Greiner   | 6  | 3  | 3 | 35 | 32 |
| 2008 | 7      | Christian Moser   | 7  | 4  | 3 | 45 | 37 |
| 2009 | 9      | Daniel Lüthi      | 7  | 4  | 3 | ?  | ?  |
| 2010 | 2      | Claudio Pätz      | 10 | 8  | 2 | ?  | ?  |
| 2011 | 1      | Thomas Lips       | 8  | 10 | 0 | 65 | 25 |
| 2012 | 5      | Martin Rios       | 10 | 4  | 4 | 51 | 36 |
| 2013 | 5      | Marc Pfister      | 8  | 6  | 2 | 53 | 33 |
| 2014 | 3      | Silvana Tirinzoni | 10 | 8  | 2 | 67 | 37 |